# برج ليليان كويت
برج ليليان كويت (بالإنجليزية: Coit Tower)‏ ، هي برج ناطحة السحاب الأصغر في مدينة سان فرانسيسكو الأمريكية، أسست سنة 1933م وصنفت المتحف الوطني الأمريكي سنة 2008م.